# Kuchisake-onna
Kuchisake-onna (jap. 口裂け女 Kuchisake-onna; dosł. Kobieta z rozciętymi ustami) – postać z japońskich miejskich legend.

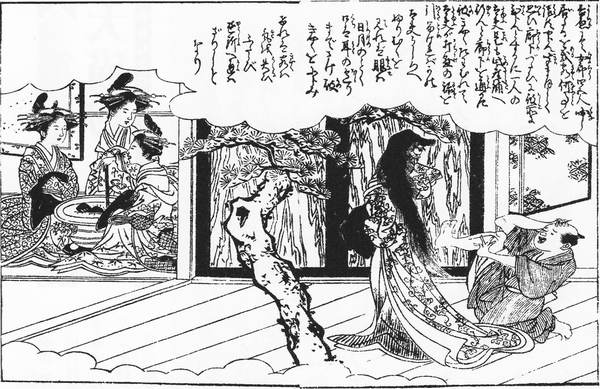
Kuchisake-onna przedstawiona w Ehon Sayoshigure autorstwa Hayami Shungyōsai z 1801 roku

Kuchisake-onna najczęściej uznawana jest za ducha ofiary przemocy domowej, okaleczonej przez męża. Krąży po ulicach, by wyżywać się na niewinnych. Uważa się, iż wieczorem mogą ją spotkać dzieci. Nosi maseczkę chirurgiczną. Zaczepia ofiarę pytając: Czy jestem piękna? Jeśli usłyszy odpowiedź negatywną, zabija. Lecz jeśli odpowiedź będzie pozytywna, ukazuje swoje rozcięte usta i pyta: A teraz? Jeśli odpowie się „tak”, bierze nożyczki i potwornie okalecza ofiarę rozcinając jej usta, na swój wzór. Śmierć ofiary następuje powoli. Aby ocalić życie, należy dać neutralną odpowiedź typu: przeciętnie lub normalnie. Wtedy duch wpada w zadumę i ma się czas na ucieczkę. Innym sposobem na ucieczkę jest zapytanie istoty, czy jest się pięknym, wtedy zdziwiona odejdzie.
Legenda była znana już w okresie Edo. Wtedy istota zasłaniała twarz kimonem. Współcześni Japończycy rzadko chodzą ubrani w kimona po ulicach, lecz nie jest niezwykłym widokiem osoba spacerująca w maseczce, gdy panuje sezon grypy. Stąd legenda o duchu uwspółcześniła się.
W 1979 r. w mediach pojawiły się donosy o kobiecie, która naśladowała Kuchisake-onna, ale nikomu nie zrobiła krzywdy. Nie chcąc ryzykować grasowania rzeczywistej morderczyni, która dla zabawy naśladuje znanego ducha, policja potraktowała to poważnie i zwiększyła liczbę patroli. Przez kilka lat rodzice domagali się, aby odprowadzać dzieci ze szkoły do domów w zorganizowanych grupach z nauczycielami.
W nowszej wersji legendy Kuchisake-onna jest autostopowiczką. Zadaje owo pytanie, siedząc na tylnym siedzeniu, co sprawia, że kierowca widzi jej twarz w lusterku. W tej wersji legendy ginie on także w wyniku obrażeń zadanych nożyczkami.